# Orifiamma (scout)

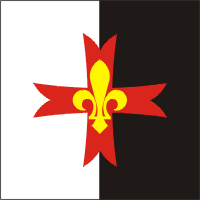
L'orifiamma degli Scout d'Europa

L'orifiamma, chiamata in passato Gonfalone Bauçant, è uno stendardo in uso all'interno dell'associazione italiana guide e scout d'europa cattolici. Si compone di un telo quadrato 90x90 cm bipartito verticalmente in due strisce, una bianca posta all'asta e una nera; al centro una croce rossa a otto punte e il giglio scout dorato. Riprende dunque la bandiera associativa, da cui differisce per l'orientamento delle strisce, la posizione di croce e giglio e le dimensioni. Il giglio rappresenta purezza, lealtà e devozione mentre le otto punte sono le otto beatitudini.
L’orifiamma è fissata da 7 galloni ad un’asta alta 2,10 m. e sormontata da un giglio in metallo argentato alto circa 20 cm. Ed è l'insegna del Gruppo scout o del commissariato.

## Cerimoniale

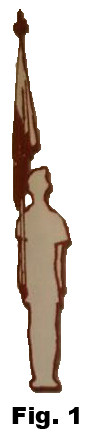
Posizione d'attenti che si assume ponendo l'Orifiamma in posizione verticale sollevandola con il braccio destro

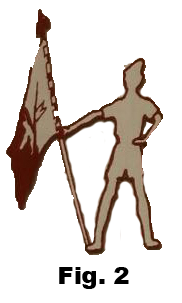
Posizione di riposo che l'alfiere ottiene ponendo a 45° l'Orifamma, poggiandola contro il proprio piede e sorreggendola con il braccio destro

Secondo le norme direttive della FSE, l'orifiamma può essere portata da rover, scolte, R-S e da esploratori o guide che abbiano conseguito la prima classe. Viene utilizzata nelle cerimonie della branca E/G e R/S e nelle cerimonie collettive; normalmente l'asta viene sorretta dalla mano destra, bloccando l'estremità appoggiata con il piede e tenuta a circa 45°, con il braccio disteso (posizione di riposo). Viene portata al fianco (posizione d'attenti) durante il cambio dell'alfiere portatore, per salutare o in occasione di cerimonie religiose ; viene stesa in avanti durante la cerimonia della Consacrazione; viene stesa orizzontalmente, sul fianco sinistro dell'alfiere, durante cerimonie quali la pronuncia della promessa o i passaggi di carica.